# میدان آتشفشانی

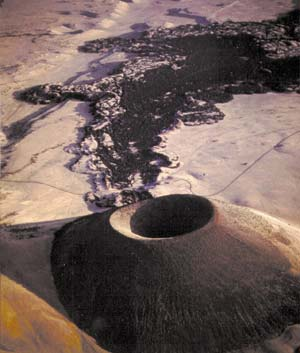
دهانه آتشفشان SP در میدان آتشفشانی سان فرانسیسکو یک مخروط آتشفشانی با گدازه بازالتی است که در طول ۶ کیلومتر گسترده شده است.

میدان آتشفشانی (انگلیسی: Volcanic field) به بخشی از پوسته زمین گفته می‌شود که دارای فعالیت آتشفشانی است و معمولاً در بر دارندهٔ حدود ۱۰ تا ۱۰۰ آتشفشان مانند مخروط خاکستر بوده و اغلب شکل خوشه‌ای دارند. ممکن است در میدان آتشفشانی جریان گدازه روی دهد.